# Christine Brand
Christine Brand (geb. 11. April 1973 in Burgdorf) ist eine Schweizer Schriftstellerin und Journalistin.

## Leben
Christine Brand ist in Oberburg im Emmental aufgewachsen. Sie schloss eine Ausbildung zur Lehrerin am Lehrerinnen- und Lehrerseminar in Langenthal ab.
Nach einem Volontariat bei der Berner Zeitung wurde sie dort Redaktorin. Von 1996 bis 2004 war sie Redaktorin und Gerichtsreporterin im Ressort «Kanton» der Zeitung Der Bund, ab 2003 mit reduziertem Pensum. Von 2003 bis 2005 war sie Korrespondentin für Kanton und Stadt Bern eines Pools der Tageszeitungen Basler Zeitung, Aargauer Zeitung, Südostschweiz und St. Galler Tagblatt. 2005 absolvierte sie eine Ausbildung zur Fernsehjournalistin auf der Redaktion der «Rundschau» des Schweizer Fernsehens, mit zwei externen Praktika im Bundeshaus und in Genf. Von 2006 bis 2008 war sie Redaktorin der «Rundschau». Von Juni 2008 bis Ende 2017 war sie Redaktorin bei der NZZ am Sonntag im Ressort «Hintergrund und Meinungen».
2013 wurde sie für eine Gerichtsreportage mit dem Medienpreis des Schweizerischen Anwaltsverbandes ausgezeichnet. Für eine Reportage über Familienmorde erhielt sie den Medienpreis der SRG SSR idée suisse.
Sie unterrichtet als Dozentin im Journalismus-Lehrgang an der Erwachsenenbildung Zürich «Storytelling» und «Reportage».
Nachdem sie vom Blanvalet Verlag der Verlagsgruppe Random House unter Vertrag genommen worden war, machte sie sich 2018 als Schriftstellerin selbständig. Im Journalismus ist sie noch als freie Autorin tätig.
Brand ist Mitglied der Verbände Autorengruppe deutschsprachige Kriminalliteratur – Das Syndikat und Autorinnen und Autoren der Schweiz. Sie lebt in Zürich und Sansibar.

## Werke

### Reihe Milla Nova
- Todesstrich. Landverlag, Langnau i. E. 2009, ISBN 978-3-9523520-3-8.[5] 
Überarbeitete Fassung: Atlantis Verlag, Zürich 2023, ISBN 978-3-7152-5512-5.
- Das Geheimnis der Söhne. Landverlag, Langnau i. E. 2010, ISBN 978-3-9523520-7-6.[6]
 Überarbeitete Fassung: Atlantis Verlag, Zürich 2023, ISBN 978-3-7152-5502-6.
- Kalte Seelen. Landverlag, Langnau i. E. 2013, ISBN 978-3-905980-14-1.[7]
 Überarbeitete Fassung: Atlantis Verlag, Zürich 2022, ISBN 978-3-7152-5006-9.
- Stiller Hass. Landverlag, Langnau i. E. 2015, ISBN 978-3-905980-25-7.[8]
 Überarbeitete Fassung: Atlantis Verlag, Zürich 2022, ISBN 978-3-7152-5005-2.

### Reihe Bandini & Nova
- Blind. Blanvalet, München 2019, ISBN 978-3-7645-0645-2.[9]
- Die Patientin. Blanvalet, München 2020, ISBN 978-3-7645-0704-6.
- Der Bruder. Blanvalet, München 2021, ISBN 978-3-7645-0745-9.
- Der Unbekannte. Blanvalet, München 2022, ISBN 978-3-7645-0770-1.
- Der Feind. Blanvalet, München 2023, ISBN 978-3-7645-0771-8.

### Reihe Malou Löwenberg
Protagonistin dieser Reihe ist Polizistin Malou Löwenberg, die sich als Privatdetektivin selbstständig macht.
- Vermisst – Der Fall Anna. Blanvalet, München 2024, ISBN 978-3-7645-0828-9.
- Vermisst – Der Fall Emily. Blanvalet, München 2025, ISBN 978-3-7645-0880-7.

### Kurzgeschichten
- Späte Rache. In: Mordsgeschichten aus dem Emmental. Band 1. Landverlag, Langnau i. E. 2008, ISBN 978-3-03301577-7.
- Lochbach-Geist. In: Neue Mordsgeschichten aus dem Emmental. Band 2. Landverlag, Langnau i. E. 2009, ISBN 978-3-9523520-1-4.
- Tod am Napf. In: Noch mehr Mordsgeschichten aus dem Emmental. Band 3. Landverlag, Langnau i. E. 2012, ISBN 978-3-905980-08-0.
- Toter Hund. In: Berner Blut. Gmeiner, Messkirch 2013, ISBN 978-3-8392-1381-0.
- Grüngesprenkelte Augen. In: Die Frau im Zug. Vidal Verlag, Winterthur 2014, ISBN 978-3-9523734-7-7.
- Totes Vieh. In: Eine kleine Emmentaler Nachtmusik. Landverlag, Langnau i. E. 2015, ISBN 978-3-905980-26-4.
- Im Ameisenhaufen. In: Mitra Devi, Petra Ivanov (Hrsg.): Mord in Switzerland. Band 2. Appenzeller Verlag, Schwellbrunn 2016, ISBN 978-3-85882-736-4, S. 283–299.

### Einzelwerke
- Schattentaten. Wahre Kriminalgeschichten ans Licht gebracht. Stämpfli, Bern 2008, ISBN 978-3-7272-1300-7.[10]
- Heimliche Touristenattraktion. In: David Aebi (Hrsg.): Burgdorf. Nabel der Welt mit stolzer Geschichte. Herausgeber Verlag, Burgdorf 2009, ISBN 978-3-9523304-9-4, S. 7–9 (über den Campingplatz Waldegg).
- Mond. Geschichten aus aller Welt. Unionsverlag, Zürich 2016, ISBN 978-3-293-00498-6.
- Bis er gesteht. True-Crime-Roman. Kampa Verlag, Zürich 2021, ISBN 978-3-311-12038-4.
- Wahre Verbrechen: Die dramatischsten Fälle einer Gerichtsreporterin. Blanvalet, München 2021, ISBN 978-3-7645-0784-8.
- Späte Rache. Dreizehn Kurzkrimis. Atlantis, Zürich 2024, ISBN 978-3-7152-5523-1.

## Verfilmungen
Im April 2025 wurde bekannt, dass sich das Schweizer Fernsehen SRF die Filmrechte an fünf Krimis von Christine Brand gesichert hat. 
In Zusammenarbeit mit der Produktionsfirma Zodiac Pictures soll ab Juni 2025 der erste Roman der Bandini-&-Nova-Reihe, Blind, verfilmt werden. Die Hauptrolle des blinden Nathaniels  soll durch den Basler Schauspieler Sven Schelker verkörpert werden. Die Erstausstrahlung der Verfilmung mit sechs einstündigen Folgen ist für 2026 geplant.